# Interamerikanische Kommission für Menschenrechte

Logo

Die Interamerikanische Kommission für Menschenrechte (IAKMR), spanisch: Comisión Interamericana de Derechos Humanos (CIDH), englisch: Inter-American Commission on Human Rights (IACHR), ist ein 1959 gegründetes, unabhängiges Organ der Organisation Amerikanischer Staaten (OAS) mit Sitz in Washington, D.C.
Gemeinsam mit dem Interamerikanischen Gerichtshof für Menschenrechte bildet sie das System zum Schutz der Menschenrechte der OAS.
Sie kommt zu ordentlichen und außerordentlichen Sitzungen mehrmals im Jahr zusammen. Ihre Aufgaben stammen von drei Dokumenten: Der Charta der OAS, der amerikanischen Erklärung der Menschenrechte und -pflichten und der amerikanischen Menschenrechtskonvention. Außerdem sind oder waren in mehreren bilateralen Verträgen Ombuds- oder Beobachtermandate für die IAKMR festgelegt.

## Geschichte des interamerikanischen Rechtssystems
Die Kommission entwickelte sich aus der Annahme der amerikanischen Erklärung der Menschenrechte und -pflichten im April 1948. Es war das erste allgemeine Instrument der Menschenrechte und ging der allgemeinen Erklärung der Menschenrechte 6 Monate voraus.
Die Kommission wurde 1959 gegründet und hielt ihr erstes Meeting im folgenden Jahr. Der erste Ortstermin zum Untersuchen der Situation der Menschenrechte in einem der OAS-Mitgliederstaaten erfolgte 1961 in der Dominikanischen Republik.
Ein wichtiger Schritt in der Entwicklung des Systems wurde 1965 gesetzt, als die Kommission ausdrücklich autorisiert wurde, spezielle Fälle von Menschenrechtsverletzungen zu untersuchen. Seit damals hat die IAKMR tausende Petitionen erhalten und über 12.000 individuelle Fälle bearbeitet.
1969 wurden die Richtlinien der Amerikanischen Menschenrechtskonvention umgeformt und in die amerikanische Menschenrechtskonvention neu aufgenommen. Diese Konvention, die zurzeit von 24 der 35 OAS-Mitgliedsstaaten bindend gilt, definiert die Menschenrechte, die die Mitgliedsstaaten respektieren und garantieren müssen. Weiters wurde darin die Gründung des Inter-Amerikanischen Gerichtshofs für Menschenrechte in San José (Costa Rica) beschlossen.

## Funktionen
Die Hauptaufgabe der Kommission besteht in der Förderung des Beachtens und der Verteidigung der Menschenrechte in Amerika. Dazu
- erhält, analysiert und untersucht sie individuelle Petitionen, die die Verletzung spezifischer, von der amerikanischen Menschenrechtskonvention geschützten Menschenrechte behaupten.
- beobachtet die allgemeine Situation der Menschenrechte in den OAS-Mitgliedsstaaten und – wenn nötig – bereitet und publiziert länderspezifische Menschenrechtsreporte.
- führt Vor-Ort-Besuche in Mitgliedsstaaten durch, um die allgemeine Situation der Menschenrechte oder spezifische Fälle zu untersuchen.
- bestärkt die öffentliche Aufmerksamkeit über die Menschenrechte und verwandter Themen in der ganzen Hemisphäre.
- hält Konferenzen, Seminare und Treffen mit Regierungen, mit nichtstaatlichen Organisationen, akademischen Institutionen usw. um über mit dem Inter-Amerikanischen Rechtssystem verbundene Angelegenheiten zu informieren und Aufmerksamkeit zu erwecken.
- Gibt Empfehlungen an die Mitgliedsstaaten heraus, die, wenn durchgeführt, die Menschenrechte stärken.
- fordert in dringenden Fällen, dass die Staaten vorbeugende Maßnahmen setzen, um ernsthafte und nicht wieder gutzumachenden Schaden der Menschenrechte zu verhindern.
- leitet Fälle an den Inter-Amerikanischen Gerichtshof für Menschenrechte und prozessiert sie dort.
- bittet den Inter-Amerikanischen Gerichtshof beratende Meinungen bezüglich der Interpretation der Konvention oder verwandter Instrumente abzugeben.

## Zusammensetzung
Die höchsten Funktionäre sind die sieben Kommissare, die von der Generalversammlung der OAS für 4 Jahre gewählt werden (mit der Möglichkeit, einmal wiedergewählt zu werden). Diese sollen dabei nicht ihren jeweiligen Staat vertreten, sondern „alle Mitgliedsstaaten“ und müssen „Personen mit hoher Moral und anerkannter Kompetenz im Bereich der Menschenrechte“ sein.
Kein Staat darf zwei seiner Staatsbürger zum gleichen Zeitpunkt in der Kommission haben und diese wiederum dürfen nicht an Fällen, die ihren Heimatstaat betreffen, beteiligt sein.

## Verhandelte Fälle
- Barrios Altos Massaker (Peru)
- Lori Berenson (Peru)
- Die letzte Versuchung Christi (Chile)
- Gemeinschaft von Moiwana (Surinam)
- Myrna Mack Chang (Guatemala)
- Plan von Sánchez Massaker (Guatemala)
- El Caracazo (Venezuela)
- La Nación (Costa Rica)